# Зофия Вашилковска
Зо̀фия Вашилко̀вска, с родово име Гавро̀нска (на полски: Zofia Wasilkowska) е полска юристка и политик, съдия във Върховния съд (1948 – 1955, 1958 – 1981), депутат в Сейма, министър на правосъдието (1956 – 1957), член на ЦК на Полската обединена работническа партия (ПОРП, 1954 – 1959), член на Световния съвет на мира, синдиката „Солидарност“ и Хелзинкския комитет в Полша.

## Биография
Зофия Гавронска е родена на 9 декември 1910 година в град Калиш. Завършва право във Варшавския университет.
През 1931 година започва работа като юрист в Апелационния съд във Варшава. Две години по-късно се премества в Главната прокуратура. Същата година става асистент в Юридическия факултет на Варшавския университет. В годините на Втората световна война работи в Занаятчийска камара в Радом. През 1945 година става член на Полската социалистическа партия, където ръководи Централния женски съвет. След края на войната отново се връща в Главната прокуратура. През 1946 година постъпва на работа в Министерството на правосъдието. Там в годините 1956 – 1957 заема поста министър в правителството на Юзеф Циранкевич. От 1948 година е член на ПОРП и е назначена за съдия във Върховния съд. В периода 1952 – 1961 година е депутат в Сейма, I и II мандат.
През 70-те години преминава на страната на опозицията. От 1980 година е член на синдиката „Солидарност“, и като негова представителка взема участие в Кръглата маса (1989).
Зофия Вашилковска умира на 1 декември 1996 година във Варшава. Погребана е на Повонзковското гробище.